# СитиГид
City Guide (СитиГИД) — автомобильная система GPS/ГЛОНАСС-навигации, выпускаемая российской компанией ООО «МИТ».
Версии доступны для: Android, iOS, Windows XP/Vista, Windows Mobile, Windows CE, Windows Phone, Java, Brew, Symbian S60 ed.3 и S60 ed.5., . Кроме того, существует версия для встроенных навигаторов автомобилей АвтоВАЗ Lada Kalina, Priora, Ellada. Программа распространяется как на платной основе, так и существуют бесплатные варианты с урезанной функциональностью. Имеется патент № 2377658 «Способ определения оптимального маршрута движения транспортного средства».

## Возможности
- Поиск по адресам и объектам на карте.
- Сервис информации о пробках. Используется технология собственной разработки, защищенная патентом РФ.
- Онлайн-корректуры карт (автоматическое нанесения на карты изменений порядка движения, вызванных установкой новых знаков, таких как «кирпич», запрет поворота, одностороннее движение и т. д.; дорожными работами и т. п.) — без необходимости обновления самих карт и/или перезагрузки программы.
- Настраиваемый фильтр отображения POI (points of interest — точки интереса (АЗС, магазины, кафе, места отдыха и т. п.).
- Настраиваемый фильтр отображения DPOI и возможность их выставления (dynamic points of interest — сервис для сообщения пользователями другим пользователям о ДТП, ДПС и т. д.)[2].
- Спутниковый мониторинг транспорта (услуга по отслеживанию перемещения объекта)[3]
- Диспетчер (решение для управления собственным автотранспортом/автопарком).
- Возможность записывать, просматривать и проигрывать треки (пройденный путь).
- Возможность загружать как собственные, так и пользовательские базы камер слежения за скоростью[4][5].
- Настраиваемый интерфейс (2D/3D, отображение кнопок на экране навигации и т. п.).
- Push-to-talk рация, доступная из программы.
- Сервис «Друзья», позволяющий отображать друзей, их маршруты и время прибытия на карте, а также общаться с ними используя сервис «Рация» через интернет-канал.
- Голосовой поиск
- Учёт времени доезда до мостов и ж/д переездов, которые закрываются по известному расписанию.

## Версии
- 10.0.989 для Android
- 12.1.421 (от 18 окт. 2022 г.) для iOS (iPhone/iPad)
- 9.7.001 для Windows PC
- 8.4.5 для CarPC
- 8.1 для Windows Phone
- 7.8.2.133 для Windows Mobile и Windows CE
- 7.2 для Symbian

## История разработки
15 июля 2010 года была выпущена версия программы 3.8 с поддержкой системы «Пробки 2.0». Данная версия поддерживает «векторные пробки» и прогнозирование ситуации исходя из накопленной статистики.
14 января 2011 года была выпущена версия программы 5.0.
1 марта 2012 года была выпущена версия программы 7.1 для iPhone/iPad
26 апреля 2012 года  была выпущена версия программы 7.2 для Android
26 декабря 2012 года  была выпущена версия программы 7.7 для Android , в качестве основных изменений - появление полной поддержки openGL и переработанный движок голосовых подсказок. 5 января 2013 года выпущена версия 7.7 для iPhone/iPad.
17 мая 2013 года вышел релиз 7.8 для Android , а также для Windows CE и Windows Mobile. Основные изменения в этой версии программы были связаны с ускорением работы и исправлением ошибок.
27 апреля 2013 года программа обновилась до версии 8.1. Основные изменения: поддержка карт разных производителей (СитиГИД, OSM, HERE), сервис "Рация", переработанный сервис "Друзья", сервис SOS (вызов эвакуатора, такси, тех. помощи).
13 октября 2014 года вышла версия 8.2. Изменения коснулись алгоритмов маршрутизации, снижения энергопотребления, функций радио-чата и пр.
4 января 2015 года вышел релиз 8.3. В программе появился голосовой поиск.
29 июня 2015 года вышло обновление 8.4. В функционале программы появилась уникальная функция маршрутизации с учётом времени доезда до мостов и ж/д переездов, которые разводятся/закрываются по расписанию.
6 июня 2017 года опубликован релиз 9.7. Основным нововведением которого является показ достопримечательностей и историями и фотографиями.

## Отзывы в СМИ и критика
В 2017 году СитиГИД 9.5 был удостоен включения в обзор «Российское ПО 2016: инновации и достижения» по версии компьютерного издания PC Magazine.
Навигационная система "СитиГИД" — одна из лучших программ-автонавигаторов. Несмотря на наличие навигационного ПО в гаджетах, тем, кто много ездит, нужна эффективная программа — это и есть "СитиГИД" 9.5.Сайт «PC Magazine» март 2017 г

Обзор сайта «IXBT» за 2013 год:
Достоинства
- умеренное ценообразование и разумная политика апгрейдов
- хорошая функциональность
- удобный интерфейс
- возможность использования бесплатных карт
- обширная база POI
- адекватное построение маршрутов
- крайне низкое потребление системных ресурсов

Недостатки
- претензии к актуальности базы POI
- неудобный интерфейс и сама процедура работы с POI
- пробки на маршруте видны только в очень крупном масштабе
- для полной версии с картами России понадобится более 3 ГБ места
- отсутствие пешеходного режима и режима для грузового транспорта
- после удаления программа оставляет в памяти устройства все загруженные карты и файлыСайт «IXBT» 8 декабря 2013 г

По мнению некоторых[кто?] пользователей программы и сторонних специалистов, тестировавших её, один из основных недостатков программы это недружелюбный и непонятный интуитивно интерфейс. Следует отметить, что интерфейс программы различен на разных мобильных устройствах и меняется от версии к версии.